# Medicine at Midnight
A Medicine at Midnight a Foo Fighters 2021-ben megjelent tizedik stúdióalbuma. A lemez a tervek szerint 2020-ban jelent volna meg, de a Covid19-pandémia miatt megjelenését elhalasztották. A Greg Kurstin producerrel rögzített lemez végül 2021. február 5-én jelent meg. Az album megjelenési dátumát, címét és a dallistát 2020. november 7-én jelentették be. A lemez első kislemeze a Shame Shame, ami a lemez bejelentésével egy időben jelent meg.

## Történet
A 2017-es Concrete and Gold kiadása és a 2018-as turnézás után októberben a zenekar bejelentette, szünetet tart. Dave Grohl elmondása szerint, bár valójában pihenésre volt szükségük, már megfogalmazott pár ötletet a következő, tizedik stúdióalbumon szereplő anyagokkal kapcsolatban. A szünet egy évig sem tartott, amikor 2019 augusztusában Taylor Hawkins dobos elmondása szerint Grohl már rögzített mintaanyagot, és hogy a zenekar többi tagja is rövidesen csatlakozik a folyamatba. A teljes zenekar 2019 októberében kezdte meg a lemez felvételét.
A lemezt egy nagy, régi, a 40-es években épült házban rögzítették, Encinoban, Los Angelesben. 2020 februárjában Grohl megerősítette, a stúdióalbum felvétele befejeződött.

## Az album dalai
| 1.    | Making a Fire        | 4:15 |
| 2.    | Shame Shame          | 4:17 |
| 3.    | Cloudspotter         | 3:53 |
| 4.    | Waiting on a War     | 4:13 |
| 5.    | Medicine at Midnight | 3:29 |
| 6.    | No Son of Mine       | 3:28 |
| 7.    | Holding Poison       | 4:24 |
| 8.    | Chasing Birds        | 4:12 |
| 9.    | Love Dies Young      | 4:21 |
| 36:32 |                      |      |

## Közreműködők

### Foo Fighters
- Dave Grohl – ének, gitár
- Chris Shiflett – szólógitár
- Pat Smear – ritmusgitár
- Nate Mendel – basszusgitár
- Taylor Hawkins – dobok
- Rami Jaffee – billentyűk

### Egyéb közreműködők
- Omar Hakim – ütőhangszerek
- Barbara Gruska, Inara George, Laura Mace, Samantha Sidley, Violet Grohl – háttérvokál
- Alma Fernandez – brácsa
- Jacob Braun  – cselló
- Charlie Bisharat, Songa Lee – hegedű[1]

### Produkció[1]
- Greg Kurstin – producer
- Randy Merrill – mastering
- Alex Pasco – hangmérnök asszisztens
- Mark "Spike" Stent – keverés
- Darrell Thorp – hangmérnök
- Matt Wolach – hangmérnök asszisztens

## Külső hivatkozások
- A Foo Fighters hivatalos oldala

## Fordítás
- Ez a szócikk részben vagy egészben a Medicine at Midnight című angol Wikipédia-szócikk fordításán alapul.  Az eredeti cikk szerkesztőit annak laptörténete sorolja fel. Ez a jelzés csupán a megfogalmazás eredetét és a szerzői jogokat jelzi, nem szolgál a cikkben szereplő információk forrásmegjelöléseként.